# 체두바섬

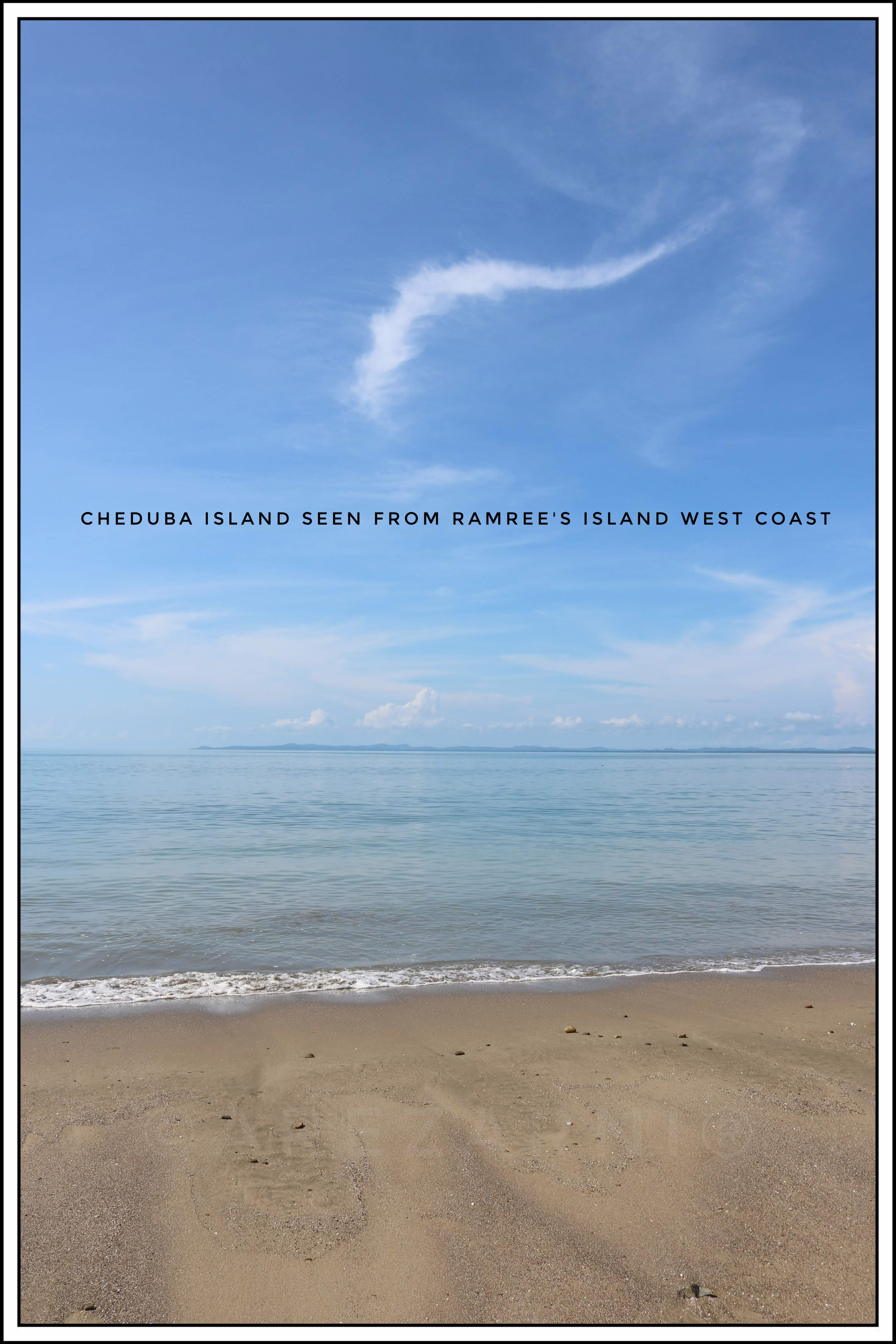

체두바섬(Cheduba Island, 버마어: မာန်အောင်ကျွန်း)은 램리섬과 가까운 벵골만에 속하는 미얀마의 섬이다. 최대 길이는 33킬로미터이며 대략적인 면적은 523 제곱킬로미터이다.
체두바의 인구 수는 1983년 기준으로 63,761명으로, 주로 버마족과 라카인족으로 구성된다. 이 섬의 주요 경제 활동은 농업과 목축업이다.

## 같이 보기
- 미얀마의 지리